# 23804 Haber
(23804) Haber là một tiểu hành tinh vành đai chính, được phát hiện vào ngày 17 tháng 8 năm 1998 ở Socorro bởi LINEAR.

## Tên
Nó được đặt tên theo nhà thiên văn Catherine Michelle Haber- người đã thắng giải Cuộc thi nhà khoa học trẻ kênh Discovery Channel (DCYSC) vào năm 2007. Nó còn thường được nhắc đến với cái tên 61015.